# AMP Limited
A AMP é uma empresa de serviços financeiros na Austrália e na Nova Zelândia que fornece produtos para aposentadoria e investimento, seguros, consultoria financeira e produtos bancários, incluindo empréstimos à habitação e contas de poupança. As ações da AMP estão incluídas no índice S&P/ASX 50 da Australian Securities Exchange. Sua sede é em Sydney, Austrália.
A Australian Mutual Provident Society foi formada em 1849 como uma companhia de seguros de vida sem fins lucrativos e uma sociedade mútua. Em 1998, foi desmutualizada em uma empresa pública australiana, a AMP Limited, e listada nas bolsas de valores da Austrália e da Nova Zelândia.
A AMP possui um dos maiores registros de acionistas da Austrália, com a maioria dos acionistas morando na Austrália e na Nova Zelândia. Isso ocorre porque, quando a sociedade desmutualiza, todos os segurados recebem ações da nova empresa.
Em 2003, a empresa alterou suas operações no Reino Unido, criando o Henderson Group.
Em 20 de abril de 2018, Craig Meller renunciou ao cargo de CEO depois que foi revelado na Comissão Real por Má Conduta no Setor Bancário, de Superanuação e de Serviços Financeiros, que a AMP cobrava dos clientes conselhos financeiros que não eram fornecidos e enganou a Comissão Australiana de Valores Mobiliários em vários ocasiões. Mais de US$ 1 bilhão em valor de mercado foi retirado das ações da AMP quando as notícias das falhas da empresa foram reveladas perante a Comissão Real. Na sequência de revelações na comissão real bancária e sua demissão da AMP, Meller renunciou como consultor de serviços financeiros do governo Turnbull.

## Operações

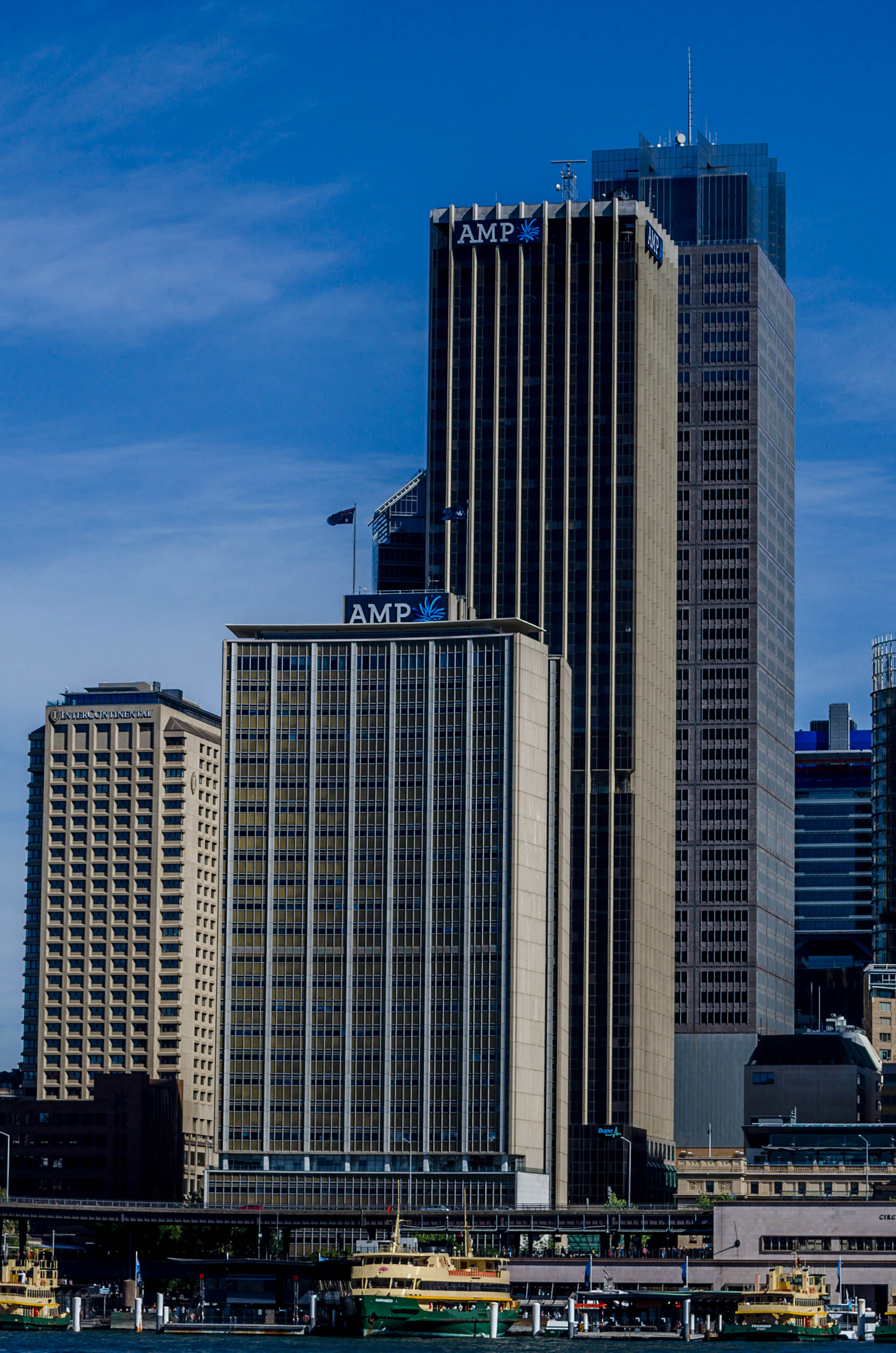
Edifício AMP e AMP Center, Sydney

A empresa fornece planejamento e consultoria financeira, bancos, seguros de vida, fundos administrados, aposentadoria, propriedades, ativos e infraestrutura listados. É o maior provedor de aposentadoria corporativa e de varejo da Austrália e é o maior negócio de risco de vida na Austrália. Uma das subsidiárias da AMP, AMP Capital, é o gerente de patrimônio alinhado, com mais de US $ 128 bilhões em ativos sob gestão, tornando-o um dos maiores gerenciadores de ativos na região Ásia-Pacífico (excluindo o Japão).
O AMP possui quatro áreas de negócios principais:
- Assessoria e serviços bancários fornecem planejamento e consultoria financeira, serviços de aposentadoria para empresas e produtos bancários selecionados. Esses produtos e serviços são distribuídos principalmente por meio de uma rede de planejadores financeiros independentes. A AMP recebeu uma autoridade [MySuper], permitindo que ela continue recebendo a contribuição padrão da aposentadoria a partir de 1 de janeiro de 2014.
- O seguro e a aposentadoria fornecem aposentadoria, produtos de seguro contra riscos pessoais e administração, suporte e design de super fundo autogerenciado. Esses produtos e serviços são distribuídos principalmente por meio de uma rede de planejadores financeiros independentes
- Soluções para clientes
- AMP Capital é um gerente de investimentos global.

## História

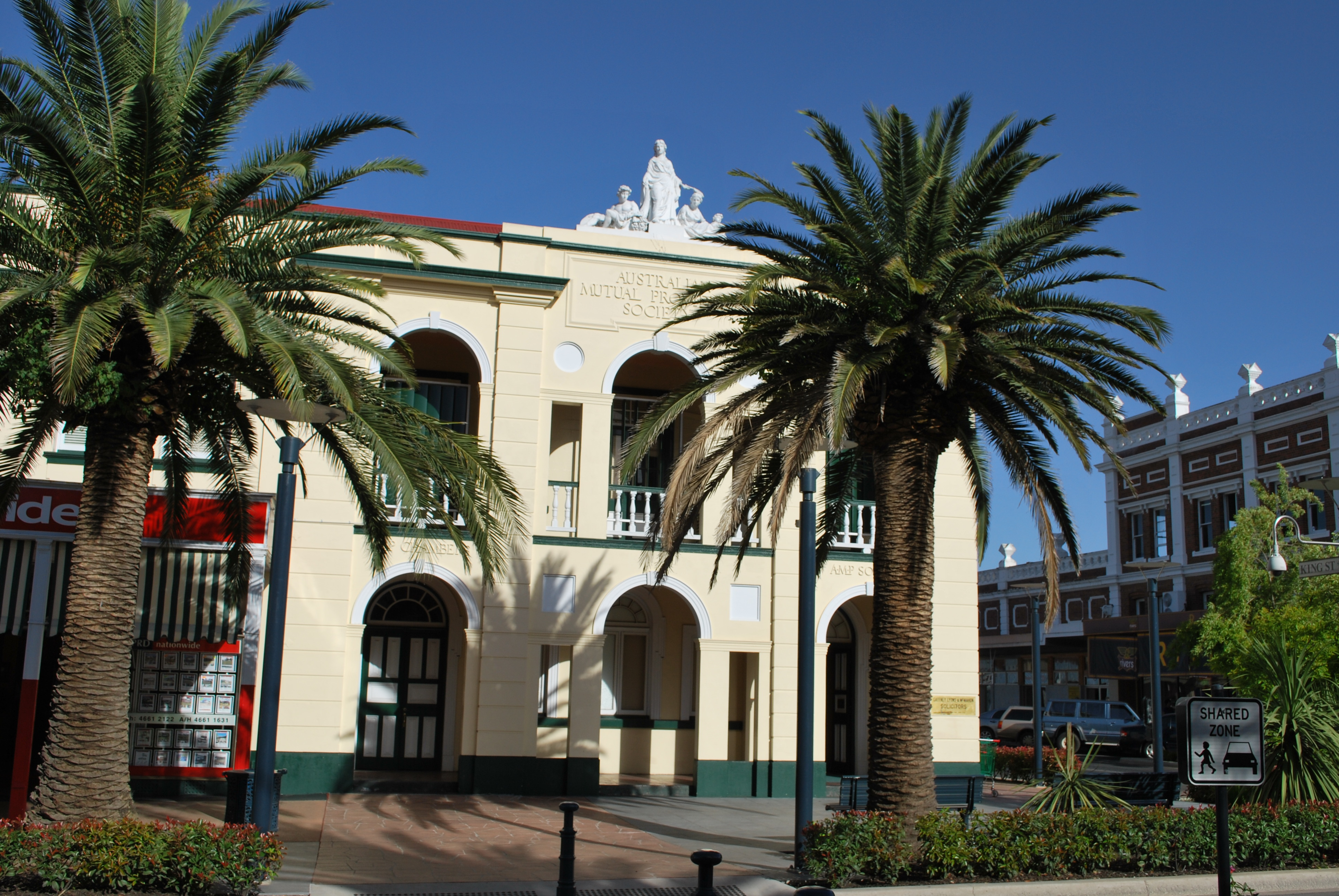
Edifício AMP em Warwick, Queensland, 2015

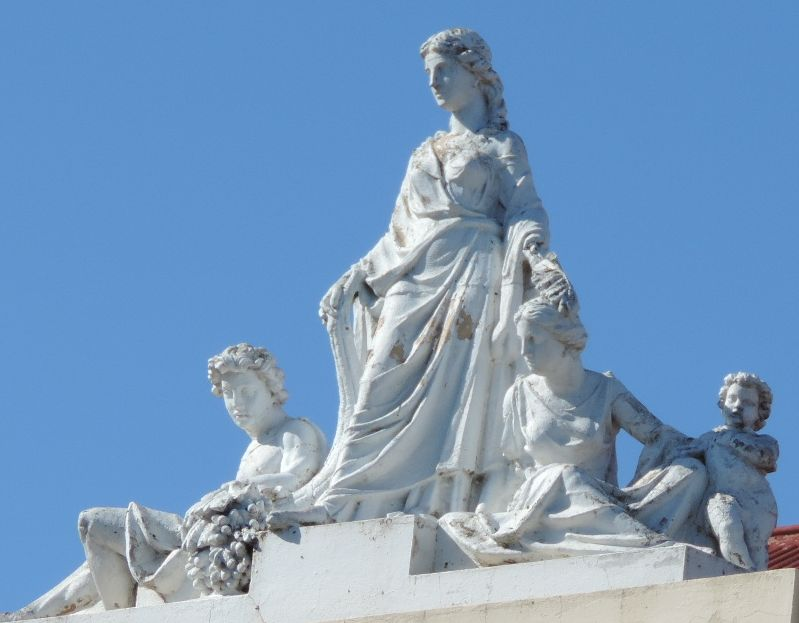
Grupo de estátua "Amicus" no edifício AMP em Warwick

David Jones foi diretor da fundação em 1848. George King foi presidente por quinze anos a partir da década de 1850. Richard Teece foi gerente geral e atuário de 1890 e diretor de 1917 a 1927.
A Australian Mutual Provident Society foi formada em 1849 como uma companhia de seguros de vida sem fins lucrativos e uma sociedade mútua. Em 1998, foi desmutualizada em uma empresa pública australiana, a AMP Limited, e listada nas bolsas de valores da Austrália e da Nova Zelândia. Em 2003, a empresa alterou suas operações no Reino Unido, criando o Henderson Group.
Muitos dos prédios antigos da AMP agora estão listados como patrimônio e apresentam o grupo de estátua "Amicus". A figura central no grupo de estátua é a deusa da Paz e da Abundância, segurando um ramo de palmeira (significando paz) e uma cornucópia (simbolizando a abundância). A figura masculina do Trabalho senta-se à sua esquerda e também segura a cornucópia, enquanto as figuras da esposa e do filho estão à direita da deusa, sob o ramo de palma. Sob a estátua está o lema latino da AMP Society "Amicus certus in re incerta" ("Um certo amigo em tempos incertos").

### Fusão AXA
Em 15 de novembro de 2010, a AMP anunciou uma oferta para fundir seus negócios com a AXA Asia Pacific Holdings. A transação era uma proposta conjunta com a AXA SA, segundo a qual a AXA SA adquiria os negócios asiáticos da AXA Asia Pacific Holdings 'e a AMP adquiria os negócios australianos e da Nova Zelândia da AXA.
As participações na Australásia incluíam o antigo negócio da National Mutual (estabelecido em 1869) que foi desmutualizado em 1996. A AXA ganhou a participação majoritária da National Mutual em 1999 e renomeou a empresa como AXA Ásia-Pacífico.
O primeiro dia do grupo resultante da operação em conjunto foi 31 de março de 2011, com a integração gradual das empresas e a saída da marca AXA do mercado australiano e da Nova Zelândia até 2013.

### Comissão real (2018)
Em 20 de abril de 2018, Craig Meller renunciou ao cargo de CEO depois que foi revelado na Comissão Real por Má Conduta no Setor Bancário, de Superanuação e de Serviços Financeiros, que a AMP cobrava dos clientes conselhos financeiros que não eram fornecidos e enganou a Comissão Australiana de Valores Mobiliários em vários ocasiões. Mais de US$ 1 bilhão em valor de mercado foi retirado das ações da AMP quando as notícias das falhas da empresa foram reveladas perante a Comissão Real. Na sequência de revelações na comissão real bancária e sua demissão da AMP, Meller renunciou como consultor de serviços financeiros do governo Turnbull.
Em 30 de abril de 2018, Catherine Brenner renunciou ao cargo de presidente, com Mike Wilkins, nomeado CEO e presidente interino.
Em 8 de maio de 2018, as diretoras Vanessa Wallace e Holly Kramer anunciaram que não estariam buscando reeleição, em resposta a um iminente voto de protesto organizado pelos acionistas após a Comissão Real Bancária. Patty Akopiantz também anunciou que renunciaria no final do ano.
Em novembro de 2018, a AMP admite um segundo escândalo de sobrecarga.
Em 2019, o CEO Francesco De Ferrari lançou um plano de transformação de um bilhão de dólares, com o objetivo de recalibrar a opinião pública sobre a comissão pós-real da AMP.